# Sông Nhà Bè

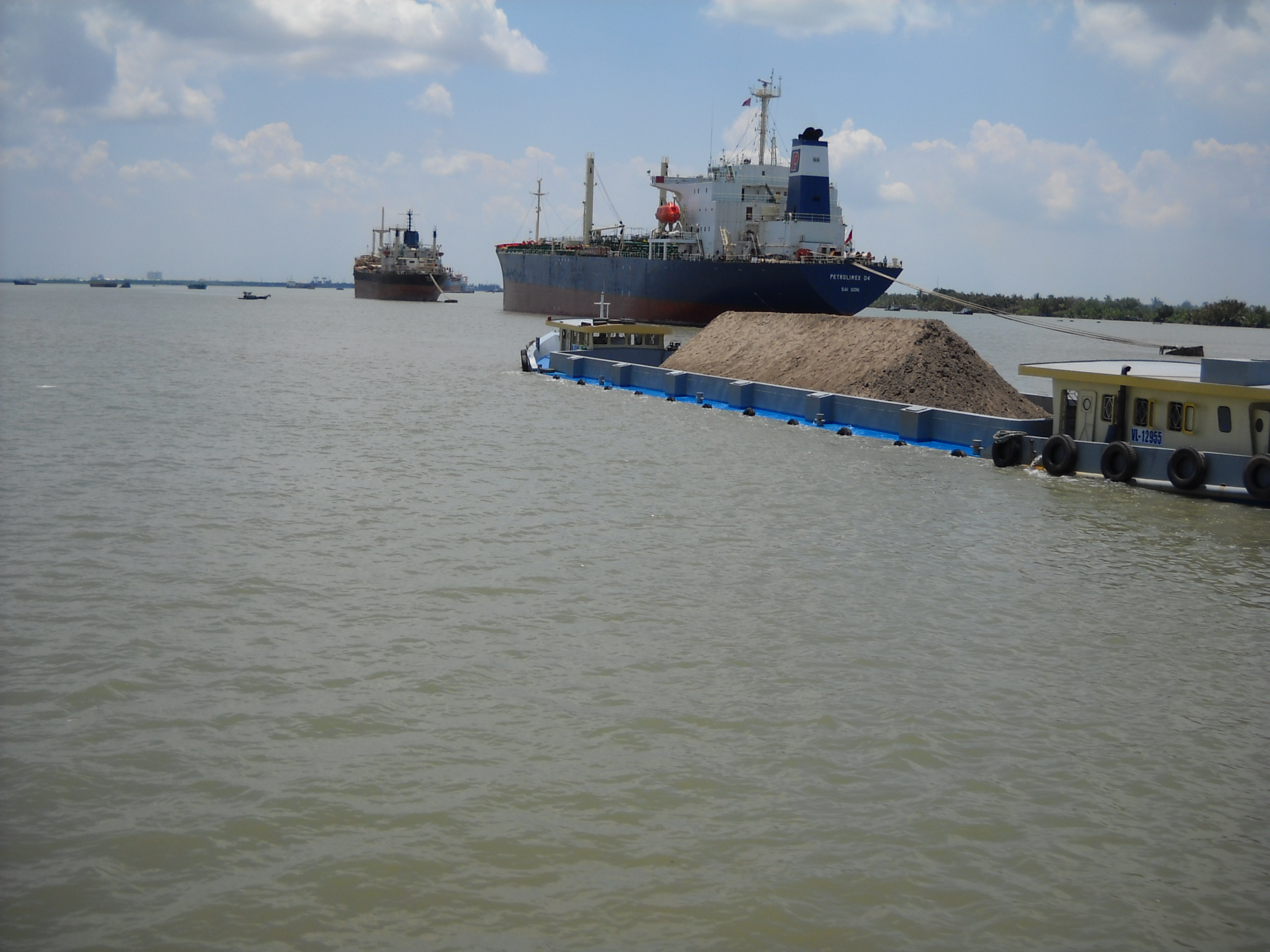
Sông Nhà Bè

Sông Nhà Bè là một đoạn sông ngắn thuộc hệ thống sông Đồng Nai .

## Dòng chảy
Sông bắt đầu từ đoạn hợp lưu giữa sông Sài Gòn và sông Đồng Nai 10°44′22″B 106°45′58″Đ / 10,739443°B 106,766007°Đ tại vị trí phường Thạnh Mỹ Lợi, thành phố Thủ Đức, Thành phố Hồ Chí Minh.
Từ đây sông chảy theo hướng bắc - nam làm ranh giới tự nhiên giữa quận 7 và huyện Nhà Bè thuộc Thành phố Hồ Chí Minh và huyện Nhơn Trạch tỉnh Đồng Nai
Tại bến phà Bình Khánh, rẽ làm hai nhánh là sông Soài Rạp chảy về phía tây và sông Lòng Tàu chảy theo hướng đông. Chiều dài toàn tuyến sông Nhà Bè khoảng 12 km

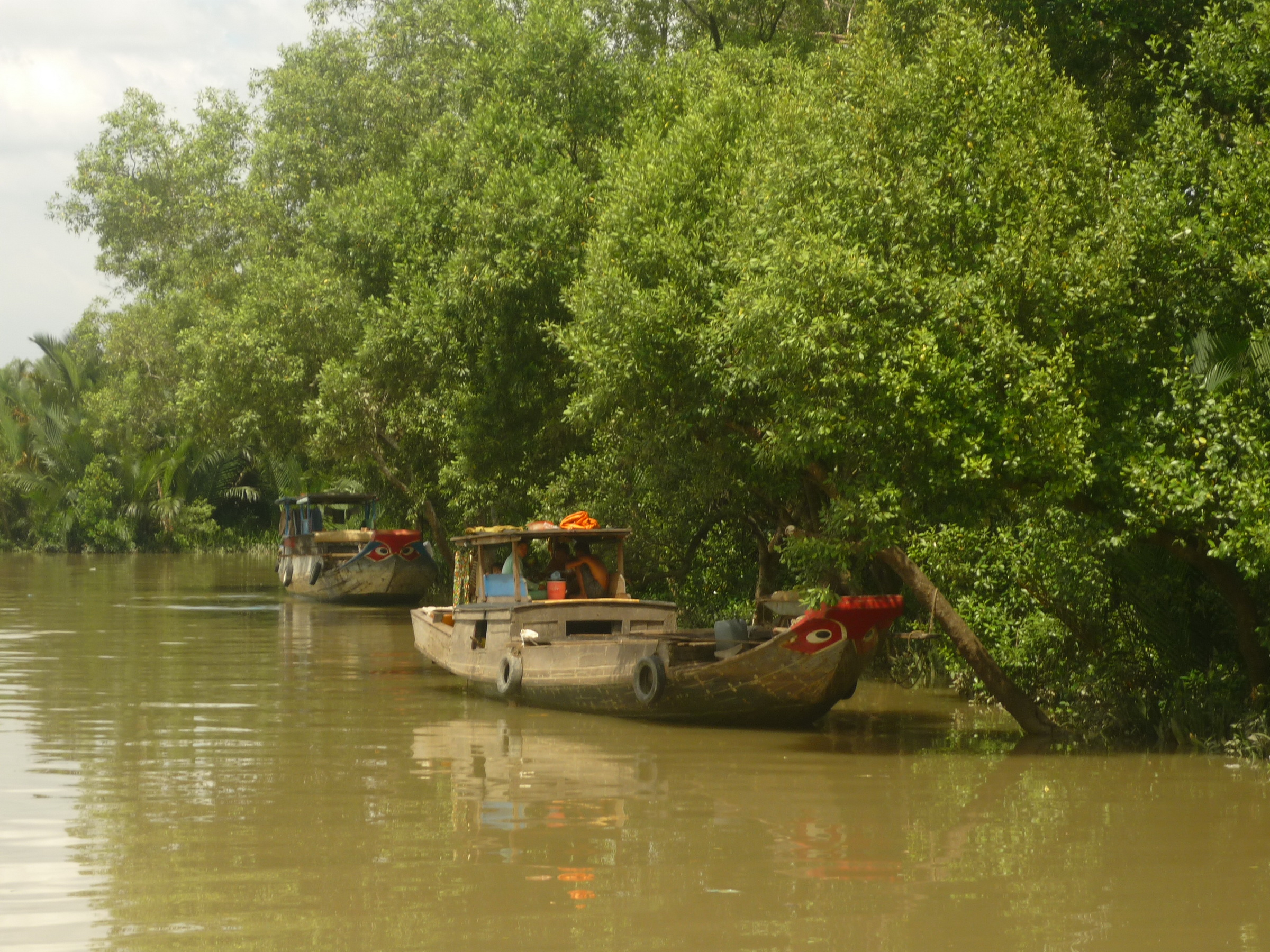
Trên sông Nhà Bè lúc triều cường

## Thơ văn về sông Nhà Bè
Ca dao về sông Nhà Bè:
"Nhà Bè nước chảy chia hai
 Ai về Gia Định Đồng Nai thì về"
Nhiều người đi phà Bình Khánh thấy ngã ba sông tại đây lớn quá tưởng lầm đây là địa điểm trong câu ca dao. Thực ra điểm giao nhau của sông Sài Gòn - sông Đồng Nai - sông Nhà Bè mới đúng là nơi mà câu ca dao mô tả. Vì ở nơi giao nhau ấy người ta có thể đi Đồng Nai bằng sông Đồng Nai, hoặc Gia Định bằng sông Sài Gòn.